# Gilbert Álvarez
Gilbert Álvarez Vargas (Santa Cruz de la Sierra, 7 de abril de 1992) conhecido como Álvarez é um futebolista boliviano revelado nas categorias de base do Academia Tahuichi, e que atua como atacante. Atualmente, joga pelo Arema.

O garoto marcou três gols e foi o destaque da Bolívia no Sul-Americano sub-17, disputado no Chile no ano passado. Nas eliminatórias da Copa da África do Sul, ele chegou a ser convocado para as partidas contra a Venezuela e o Chile.

## Carreira

### Clubes e Seleção
Gilbert Álvarez começou a jogar futebol no Destroyers, passou pelo San Martín e foi revelado na Academia Tahuichi, antes de ser cedido ao Callejas, da segunda divisão da Bolivia. Seu futebol só chamou a atenção no Sul-Americano do Chile, no ano passado, quando ele foi o único atacante utilizado pelo técnico Oscar Villegas. Após o torneio, rumos colocaram Álvarez entre as pretensões do Lazio. No entanto, o único interesse concreto foi um de um grupo de investidores ligado ao Manchester City. O jovem atacante chegou a receber salários para se manter vinculado a esses agentes, mas acabou acertando com o Cruzeiro. O seu atual representante é Daniel González mais foi destaque do Real Potosí em 2014 foi emprestado ao clube alemão Werder Bremen mais só atuou apenas uma partida pelo clube e retornou a Bolívia.
Alvares fez parte do elenco da Seleção Boliviana de Futebol da Copa América de 2016.